# Pașcenivka, Kremenciuk
Pașcenivka (în ucraineană Пащенівка) este un sat în comuna Nedoharkî din raionul Kremenciuk, regiunea Poltava, Ucraina.

## Demografie
Componența lingvistică a localității Pașcenivka
     Ucraineană (87,88%)
     Rusă (12,12%)
Conform recensământului din 2001, majoritatea populației localității Pașcenivka era vorbitoare de ucraineană (87,88%), existând în minoritate și vorbitori de rusă (12,12%).